# 加林娜·佐洛托娃
加林娜·亚历山德罗夫娜·佐洛托娃（俄语：Галина Александровна Золотова，1924年8月4日—2020年7月2日），苏联及俄罗斯语法学家、句法学家，莫斯科国立大学教授。她主要提出了交际语法中的句子模型理论，在句法学研究领域自成一派。

## 生平
1949年毕业于莫斯科国立大学语言学系。1954年毕业于苏联科学院语言研究所，获副博士学位，学位论文《现代俄语文学语言中的动词组合及其类型》，导师为维·弗·维诺格拉多夫。1971年以《现代俄语功能语法概要》获全博士学位。她主要提出了交际语法中的句子模型理论，与邦达尔科的语义功能主义相区别。
她长期在莫斯科国立大学执教。被授予斯德哥尔摩大学名誉博士、俄罗斯联邦功勋科学工作者称号。2020年7月2日逝世。